# Kurt & Lang
Kurt & Lang är en svensk humorserie som hade premiär 13 april 2020 i TV4.
Huvudrollerna spelas av Mikael Riesebeck (Kurt) och Christian Åkesson (Lang). Gästspel under säsongen var bland annat Ika Nord och Daniel Norberg.

## Om serien
Serien handlar om de två inkompetenta soldaterna Kurt och Lang vars enda uppgift är att vakta en vägbom så ingen obehörig passerar. Serien har inget språk man känner igen, all dialog är på ett eget påhittat språk likt figurerna Minioner.